# Poblana alchichica
Poblana alchichica är en fiskart som beskrevs av De Buen, 1945. Poblana alchichica ingår i släktet Poblana och familjen Atherinopsidae. IUCN kategoriserar arten globalt som akut hotad. Inga underarter finns listade i Catalogue of Life.